# إيويغر بفنغ

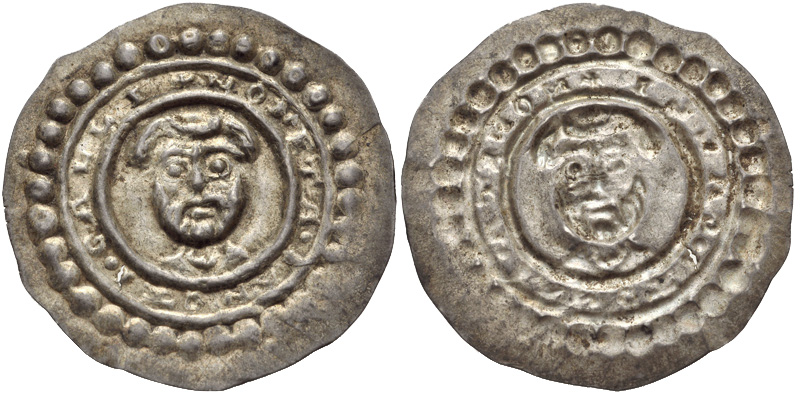
سويسرا، سانت غالن (دير)، أولريش الرابع (1167–1199)، إيويجر بفينيج (روندر بفينيج)، رأس سانت جالوس ، القطر 23 ملم، الوزن 0.47 جرام

الإويجر بفنغ أو الفلس الأبدي (اللاتينية: denarius perpetuus) كانت عملة من فترة البفنغ الإقليمية (فترة البراكتيت)، والتي سكت حتى أواخر العصور الوسطى في عصر جروشن. تتكون هذه العملات المعدنية في الغالب من نوع Hohlpfennig أو " pfennig المجوف" والتي، على عكس العملات المعدنية الصغيرة، كان يتعين استبدالها بانتظام مقابل رسوم ولكنها لم تكن تخضع لاستدعاء سنوي للعملات المعدنية المتداولة، Münzverruf.

## التاريخ

### التذكير والتجديد والتبادل
في كل عام، كان لا بد من استبدال الفينيق المقطوع مقابل رسوم، وعادة ما يستبدل اثني عشر فنييقًا قديمًا بتسعة أو عشرة فنييقات جديدة. إعلنت العملات القديمة غير صالحة، واستدعيت (Verrufung) واستبدلت بعملات معدنية تحمل صورًا جديدة. وقد ذهب الفائض لتغطية تكاليف سك العملة وتحقيق الربح. يقدم قانون فرايبرغ البلدي مثالاً لكيفية تنفيذ التبادل:
كانت الفرصة سانحة لتقديم البنس الأبدي

| Swenne die munzmeister nuwe pfennige uzwerfen, so sullen si di alden verbieten lazen. Die mugen dan noch gen vircehn Tage ane vare. Danach mugen si si brechen, wo si si vinden fu dem marcte. | Whenever the mintmaster issues new pfennigs, they should have the old ones banned. They may then be used for fourteen days. After which they must be broken, if they are found at the market. |

كان البفنغ صالحًا فقط في المنطقة أو المدينة التي ضرب فيها. لم يكن التداول في السوق مسموحًا به إلا بالعملات المحلية، وكان مكان تصنيعها عادةً هو نفسه مكان السوق. كان على أي شخص يأتي من منطقة عملة أخرى للتجارة أن يستبدل العملات المعدنية التي أحضرها معه بعملات عادية بخسارة. وتوافقت رسوم التبادل مع ضريبة ثروة بنسبة 25% عند استبدال فنجي فرايبرغ في منطقة العملة مايسن، على سبيل المثال. كانت رسوم الصرف جزءًا من دخل صاحب دار سك العملة. في سجلات مدينة غورليتس (Stadtbuch) لعام 1305 نقرأ أنه مقابل قرض خالٍ من الفوائد بقيمة 100 وعد مدير دار <i id="mwSA">سك</i> العملة في مرغريفية براندنبورغ، هنري سالزا، بعدم كسر العملات المعدنية في الأسواق الأسبوعية بعد الآن (لجعلها غير صالحة للاستخدام في التجارة). ومع ذلك، كان لا بد من إجباره من قبل المحكمة على الالتزام بالاتفاق. وأخيرًا، اشترت مدينة غورليتس حقوق سك العملة من الملك.

### مقدمة عنإيويجر بفنغ
من أجل خلق ظروف مستقرة للتجارة والتبادل التجاري، كانت المدن التجارية مهتمة بشكل رئيسي بأخذ العملات المعدنية بأيديها من أجل سك عملة Ewiger Pfennig، وهي عملة دائمة، وبالتالي القضاء على التبادل السنوي للعملات المعدنية والرسوم المرتبطة بها، والصلاحية المقيدة إقليميًا للعملات المعدنية والانخفاض المستمر في قيمة العملات المعدنية.
إن النقص المتكرر في العملات المعدنية من جانب أصحاب دور سك العملة أعطى العديد من المدن الفرصة لاستئجار دور سك العملة من حكامها ثم الحصول عليها لاحقًا من خلال الشراء. ومن الأمثلة:
- 1179: منحت كولونيا دار سك العملة من قبل رئيس الأساقفة فيليب كتنازل عن 1000 <i id="mwbg">علامات</i> الفضة
- 1272: اشترى شتاده الحق في سك العملات المعدنية.
- 1291 أو 1354: إرفورت، عملات خاصة
- 1293: استأجرت هامبورغ دار سك العملة من كونت هولشتاين، وفي عام 1325 أصبحت هامبورغ تملك حق سك العملة.
- 1293: حصلت لونبورغ على حق سك العملات المعدنية.
- 1295: اشترت كونستانس الحق في سك العملات المعدنية.
- 1296: حصلت برونزويك على دار السك باعتبارها إقطاعية، وفي عام 1412 حصلت عليها باعتبارها ملكية.
- 1296: ستراسبورغ، سك العملة الخاصة بها، هنا سكت أسلاف Schüsselpfennigs باسم Ewiger Pfennigs، على سبيل المثال B Lilienpfennigs.
- 1325: حصلت مدينتا شترالزوند وروستوك على حق سك العملات المعدنية.
- 1332: حصلت هانوفر مع الفروسية على دار سك العملة كملكية.
- 1369: في مرغريفية براندنبورغ، دفعت عدة مدن، بما في ذلك برلين وبراندنبورغ وشتندال، تسوية لمرة واحدة إلى المارغريف وحصلت على الحق في سك العملات المعدنية مقابل سك عملة إيويجر بفنغ.
- 1373: بازل، عملة خاصة بها. منح الأسقف المنتخب حديثًا، جون فيين، الحق في سك العملات المعدنية بقيمة 4000 جولدن. إصدرت عملات الفنج المجوفة مع عصا أسقف بازل كصورة للعملة المعدنية.

بعد الاستيلاء على دور سك العملة، كان من المعتاد سك عملات معدنية جديدة. ومع ذلك، نظرًا لعدم تنفيذ أي قواعد تنظيمية شاملة بين المدن والولايات، لم يكن من الممكن القضاء على انخفاض قيمة العملة المعدنية وتخفيض قيمتها.

تظهر في الصور التالية أنواع من فنجس Ewiger من النوع المجوف ( Hohlpfennig )، قطرها من 19 إلى 21 ملم، ووزنها من 0.32 إلى 0.54 غرام:

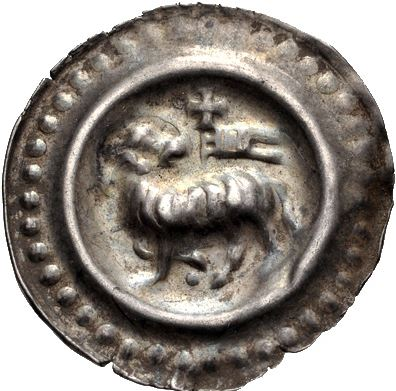
سويسرا، دير سانت غالن، سُكَّت منذ حوالي عام 1273
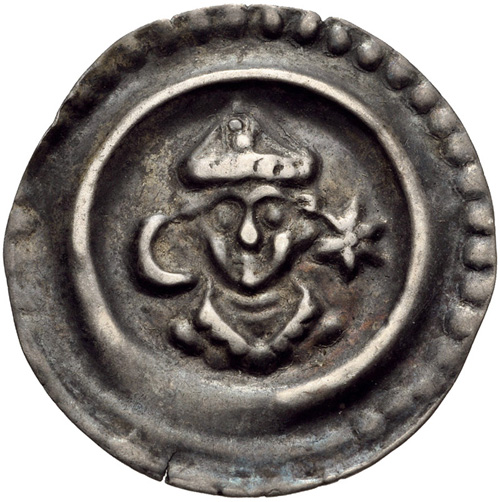
أسقفية كونستانس، الأسقف هنري الثاني من كلينغنبرغ (1293–1306)
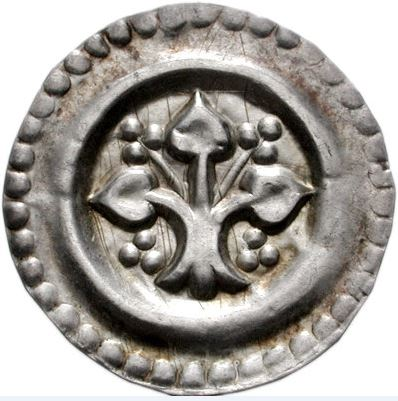
لينداو، دار سك العملة الملكية، سُكّت من عام 1295 إلى عام 1335
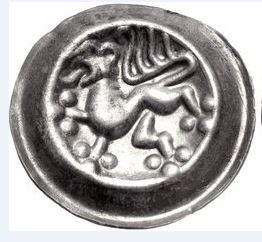
برونزويك (مدينة)، سُكّت من عام 1296 إلى عام 1498
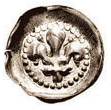
ستراسبورغ، Lilienpfennig، رائد Schüsselpfennig، ج. 1400

#### دار سك العملة في برلين
في عام 1369، ترك مارغريف أوتو الثامن (1365-1373) سك عملة إيويجر بفنغ للممتلكات في مناطق سك العملة في شتيندال وبرلين مقابل دفعة واحدة. ومع ذلك، بعد بضع سنوات فقط، إلغيت العملة التي كانت مضمونة "إلى الأبد". اشترى الإمبراطور تشارلز الرابع مارك براندنبورغ من مارغريف فيتلسباخ في عام 1373 وأعاد تنظيم نظام العملات. العملة المجوفة التي أطلق عليها فيشباخ اسم بورغونيت كصورة للعملة ومع ذلك، فإن هذا لا يتوافق مع الديناريوس المضروب على كلا الجانبين مع الدب البرليني، والمعروف باسم Ewiger Pfennig بدلاً من هذه العملة المجوفة. ومع ذلك، لم تستبعد الدراسات الحديثة أن يكون Helmpfennig هو Ewiger Pfennig في برلين.